# Tiroteos en Huế
Los tiroteos en Huế se refieren a la muerte de nueve civiles budistas desarmados el 8 de mayo de 1963, en la ciudad de Huế, en Vietnam del Sur, a manos del Ejército y las fuerzas de seguridad del gobierno de Ngô Đình Diệm. El ejército y la policía dispararon sus armas y lanzaron granadas a una multitud de budistas que habían estado protestando contra la prohibición del gobierno de izar la bandera budista en el día de Phật Đản, que conmemora el nacimiento de Buda Gautama. 
La negación de responsabilidad por parte del gobierno de Diệm, quien insistió en culpar al Việt Cộng, llevó a un creciente descontento entre la mayoría budista del país. El incidente originó un movimiento de protesta por parte de los budistas vietnamitas contra la discriminación religiosa del régimen de Diệm de orientación predominantemente católica, conocido como la "crisis budista", y llevó a una desobediencia civil generalizada a gran escala entre los vietnamitas del sur. El 1 de noviembre de 1963, tras seis meses de tensión y una oposición cada vez mayor al régimen, los generales del Ejército de la República de Vietnam llevaron a cabo un golpe de Estado que resultó en el derrocamiento y asesinato de Ngô Đình Diệm.

## Antecedentes
En un país donde las encuestas sobre composición religiosa estimaban que la mayoría budista conformaba entre el 70 y el 90 % de la población, las políticas del presidente Ngô Đình Diệm generaron reclamos por su sesgo religioso. Como miembro de la minoría católica vietnamita, es ampliamente aceptado por los historiadores que Diệm ejerció políticas pro-católicas que irritaron a muchos budistas. En específico, el gobierno era considerado como imparcial en los ascensos militares y en el servicio público que favorecían a los católicos, así como en la asignación de tierras, favores de negocios y ventajas fiscales. Incluso una vez, Diệm dijo a un oficial de alto rango, olvidando que este era budista, «Pon a tus oficiales católicos en lugares sensibles. Pueden ser de confianza». Muchos oficiales del Ejército de la República de Vietnam se convirtieron al catolicismo bajo la creencia de que su futuro militar dependía de ello.
Además, la distribución de armas de fuego a las milicias de autodefensa campesinas para repeler a las guerrillas del Vietcong se limitó a los católicos, mientras que los budistas en el ejército no pudieron acceder a ascensos si se negaban a convertirse al catolicismo. Algunos sacerdotes católicos dirigieron sus propios ejércitos privados y, en algunas zonas, tuvieron lugar conversiones forzosas, saqueos, bombardeos y demolición de pagodas. Algunos pueblos budistas se convirtieron en masa para recibir ayuda y evitar ser obligados a reubicarse por el régimen de Diem. La Iglesia católica fue el mayor terrateniente en el país y la condición de "privada" que fue impuesta sobre el budismo por los franceses, que obligaba a obtener un permiso oficial para realizar actividades públicas budistas, no fue derogada por Diệm. Las tierras poseídas por la Iglesia católica estuvieron exentas de la reforma agraria; mientras que el budismo fue designado como una "asociación" para impedirle la adquisición de tierras para la construcción de pagodas.
Los católicos también estuvieron exentos de facto de la corvea que era el trabajo obligatorio impuesto por el gobierno a todos los ciudadanos; la ayuda estadounidense fue desproporcionadamente distribuida a los poblados católicos. Bajo el régimen de Diệm, la Iglesia católica disfrutó de exenciones especiales para la adquisición de propiedades y, en 1959, Diệm dedicó el país a la Virgen María. La bandera de la Ciudad del Vaticano fue regularmente izada en eventos públicos importantes de Vietnam del Sur.

La bandera budista.

Una ley de 1958 raramente aplicada, conocida como el Decreto N.º 10, fue invocada el 7 de mayo de 1963 para prohibir el despliegue de banderas religiosas. Esta norma pretendía evitar el izamiento de banderas budistas en Phật Đản, día en que se celebra el nacimiento de Buda Gautama. El oficial católico que invocó esta ley fue el comandante de la guarnición de Huế, mayor Dang Sy, quien estaba encargado de mantener la seguridad pública. La aplicación de la ley ocasionó indignación entre los budistas en la víspera de la festividad religiosa más importante del año, la cual fue agravada porque una semana antes se había permitido que los católicos desplegaran banderas de la Ciudad del Vaticano para celebrar el 25º aniversario del nombramiento del hermano de Diệm, Thuc, como arzobispo. Las celebraciones habían sido financiadas por el régimen de Diệm por medio de un comité nacional que pidió a la población donar dinero para el jubileo de Thuc. Los budistas se quejaron de haber sido forzados a dar un mes de salario para la celebración. Para hacer cumplir dicha ley, las autoridades destruyeron miles de banderas budistas que ya se habían desplegado en los hogares y pagodas en preparación para el Phật Đản. La orden de ejecución de la ley sobre los budistas fue atribuida a Thuc. A pesar de las protestas de Ho Dac Khuong, el representante de Saigón para las provincias centrales, la ley fue promulgada en consulta con Saigón. Las aldeas de la región central se habían convertido en masa al catolicismo, con los sacerdotes autorizados a tener acceso especial a las instalaciones y fondos gubernamentales.

## Protestas y tiroteos
En Phật Đản, miles de personas desafiaron la prohibición de izar banderas budistas: más de 500 marcharon a lo largo del río de los Perfumes y se congregaron en la pagoda Tu Dam, antes de que una manifestación de otras 3000 que pedía igualdad religiosa tuviera lugar en el centro de la ciudad, mientras los oficiales de seguridad del gobierno rodeaban la zona con vehículos blindados y guardias civiles. Los carteles de los protestantes estaban escritos tanto en vietnamita como en inglés para transmitir el mensaje a los observadores occidentales. A pesar de la prohibición de banderas religiosas, las banderas del Vaticano izadas para la celebración católica nunca fueron retiradas.
El monje budista líder del movimiento, Thich Tri Quang, se dirigió a la multitud y la exhortó a levantarse contra la discriminación católica del budismo. Hizo un llamado a los budistas para congregarse por la tarde en las afueras de la estación de radio gubernamental para un mitin. La tensión creció a lo largo del día cuando los manifestantes cantaron y desplegaron consignas antigubernamentales mientras la multitud congregada aumentaba. Esperaban escuchar otro discurso de Thich Tri Quang, pero la transmisión radiofónica fue retirada por el censor del gobierno. El Ejército fue convocado para dispersar a la muchedumbre descontenta. Después de que dos explosiones sacudieran el suelo, la multitud pensó que las tropas habían recurrido al uso de bombas. Dang Sy disparó al aire y sus hombres respondieron lanzando granadas a la muchedumbre, al mismo tiempo que utilizaron mangueras contra incendios para dispersar a los manifestantes. Las tropas dispararon directamente a la multitud, acción que resultó en nueve muertos y cuatro heridos de gravedad. Dos de los muertos, ambos niños, fueron aplastados por los vehículos blindados. Algunos terminaron mutilados y decapitados.

## Reacción gubernamental

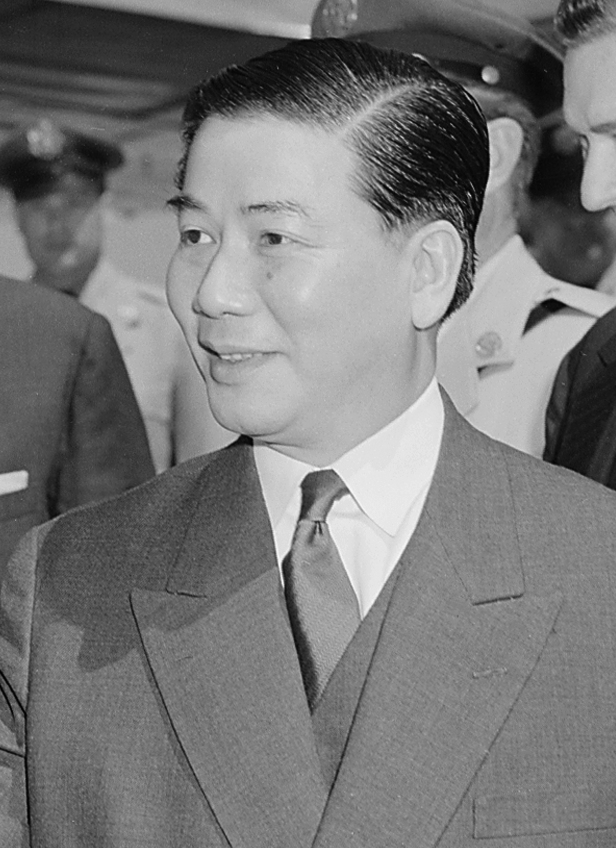
Ngô Đình Diệm, mayo de 1957.

Diệm y su gobierno alegaron que el Vietcong había ocasionado el incidente, al hacer estallar la explosión inicial que provocó una estampida. En un inicio, Diệm se negó a tomar medidas disciplinarias contras las autoridades locales al argumentar que habían actuado correctamente. El gobierno sostuvo que solo se habían utilizado granadas de percusión y no granadas de fragmentación letal. La fuerza de la explosión creó dudas sobre si el Vietcong habría tenido acceso a explosivos suficientemente poderosos. Otra teoría popular en la época consistió en que un agente de la CIA había causado las explosiones con el objetivo de fomentar la tensión sectaria y desestabilizar el régimen de Diệm.
Los testigos presenciales no estuvieron de acuerdo con la versión oficial de los eventos y citaron videos de aficionados que mostraban a las tropas gubernamentales disparando contra la multitud. Un médico local concluyó que no existía evidencia de lesiones mortales infligidas por los supuestos explosivos plásticos del Vietcong; posteriormente a estas declaraciones, fue encarcelado. Diệm se negó a ser convencido por su relato del incidente y ordenó que los cuerpos de las víctimas fueran enterrados sin llevar a cabo autopsia alguna. Thích Trí Quang pasó toda la noche por las calles de Huế con un altavoz, acusando al gobierno de disparar contra los manifestantes. El embajador estadounidense Frederick Nolting, conocido por su política de apaciguamiento de Diệm, intentó repartir la responsabilidad. Así, declaró que todas las partes eran responsables: los manifestantes por tratar de capturar la estación de radio, el gobierno por desplegar al ejército que, más tarde, abrió fuego y los «agitadores» por lanzar los explosivos. Más tarde, cuando el gobierno ignoró esta versión y se negó a señalar responsabilidades, Nolting llamó a estas acciones «objetivas, precisas y justas».

## Reacción y protestas budistas
A las 11 de la mañana del 9 de mayo, Dang Sy anunció a cerca de 800 jóvenes manifestantes budistas que los «agitadores opositores» habían forzado a las tropas a tomar medidas severas para mantener el orden frente a la agitación del Vietcong. Los protestantes mostraron su ira ante una explicación tan improbable por medio de una marcha alrededor del barrio antiguo de Hue, cantando consignas anticatólicas y en contra de Diệm. Una contramarcha organizada por el gobierno para condenar el «acto terrorista del Vietcong», comandada por el hermano de Diệm y operador político, Ngo Dinh Nhu, casi no tuvo convocatoria. 
Thich Tri Quang, quien había viajado por todo el país protestando contra la desigualdad religiosa y la prohibición de las banderas, comenzó a reunir budistas en el centro de Vietnam. Los convocó para asistir a un funeral público masivo por las víctimas de Hue previsto para el 10 de mayo. Un espectáculo tan cargado de emoción habría atraído a miles de espectadores y presionado al régimen de Diệm a conceder reformas, por lo que el gobierno anunció un toque de queda y puso a todo el personal armado de guardia día y noche para «evitar la infiltración VC». Se evitó un enfrentamiento cuando Thich Tri Quang persuadió a la población de deponer sus banderas y consignas y obedecer el toque de queda a las 9 p. m. Al día siguiente, la tensión se incrementó nuevamente cuando una multitud de alrededor de 6.000 budistas asistió a la pagoda Tu Dam para los funerales y una serie de reuniones. Dang Sy estaba presente con tropas del ejército y policía armada. Prevalecieron las consignas y discursos que demandaban igualdad religiosa y emanaban sentimientos antigubernamentales. Thich Tri Quang hizo un llamado a los budistas para usar la lucha sin armas y seguir los principios de Gandhi, al afirmar «No carguen armas; estén preparados a morir [...] sigan las políticas de Gandhi». Después de que Dang Sy repitiera los pedidos de compensación budistas y expresara pesar por las víctimas, la reunión se disolvió sin violencia.

## Demandas budistas por igualdad
El 10 de mayo, Thích Trí Quang proclamó un "Manifiesto de los monjes" de cinco puntos, en el cual demandaba libertad para izar la bandera budista, igualdad religiosa entre budistas y católicos, compensación para las familias de las víctimas, poner fin a los arrestos arbitrarios y un castigo para los oficiales responsables. El propio jefe provincial estuvo de acuerdo en que Diệm debía compensar a las familias de los muertos y heridos.
El 13 de mayo, un comité de monjes budistas formalizó su solicitud a Diệm para que atendiera las cinco demandas. Si bien los firmantes habían formulado la declaración como "peticiones", tenían expectativas de que estas se cumplieran. El 15 de mayo, una delegación de seis monjes y dos laicos se reunieron con Diệm para presentarle el documento. Tras la reunión, los monjes concedieron una conferencia de prensa en la pagoda Xa Loi, la pagoda más importante en Saigón. Iba a ser la primera vez de las muchas que habían intentado para dar a conocer su causa a la prensa extranjera. Diệm accedió a reunirse con una delegación budista, pero aumentó la tensión aún más al tratarlos con condescendencia. En un inicio, Diệm se negó a pagar compensaciones, creyendo que sería una señal de debilidad. Sostuvo que no había discriminación en Vietnam del Sur y afirmó que todas las religiones habían sido tratadas con igualdad con respecto al tema de las banderas. Respecto a la clasificación del budismo como una asociación bajo el Decreto n.º 10, Diệm alegó que fue un error administrativo que sería arreglado (aunque no se adoptó ninguna medida durante sus últimos seis meses en el cargo); Diệm tildó a los budistas de «malditos tontos» por demandar algo que, según él, ya disfrutaban. La nota de prensa del gobierno que detallaba la reunión también utilizó la expresión «malditos tontos».
Como las protestas continuaron, el embajador estadounidense Frederick Nolting consiguió el 18 de mayo algunas concesiones de Diệm tras largas negociaciones. Diệm acordó un modesto paquete de compensaciones de 7000 dólares para las familias de las víctimas, como un gesto de reconciliación. Asimismo, accedió a destituir a Dang Sy y a quienes fueran responsables de los tiroteos en Huế; sin embargo, la razón declarada públicamente para esta acción fue que los oficiales habían fracasado en mantener el orden, en lugar de que habían sido responsables por las muertes de los protestantes. A pesar de estas concesiones, Diệm mantuvo que su gobierno no fue responsable por las muertes y continuó acusando al Vietcong por ellas. Fue suficiente para satisfacer al embajador Nolting, quien inmediatamente partió para sus vacaciones. Su ausencia permitió que el resto del personal diplomático estadounidense dirigido por Wiliam Trueheart, sustituto de Nolting, echara por tierra su política de apaciguamiento. A pesar de ello, Nolting estuvo de acuerdo con Diệm en que los budistas eran comunistas. Nolting también sugirió que Diệm nombrara una comisión de investigación liderada por un budista prominente.

## Juicio
Tras la caía del régimen de Diệm en el golpe del 1 de noviembre de 1963, Dang Sy enfrentó un juicio celebrado bajo un gobierno liderado por Nguyễn Khánh. Algunas de las acusaciones consistieron en que los hombres de Dang Sy habían disparado contra la multitud y aplastado a las víctimas con automóviles blindados, o que las granadas habían sido lanzadas a sus órdenes y causado las muertes. Dang Sy fue sometido a presión para revelar que Thuc le había ordenado personalmente disparar contra los budistas, pero se negó a testificar contra Thuc, quien para entonces estaba viviendo en el exilio en Roma. Dang Sy fue condenado a cadena perpetua y se le ordenó que compensara a las familias de las víctimas. Su abogado alegó que el tribunal no había sido capaz de establecer la naturaleza y fuente de las explosiones letales. El Ministro de Defensa, el general católico Tran Thien Khiem, quien había ayudado a Nguyễn Khánh en su golpe de enero de 1964, sostuvo más tarde que Khánh había preparado el juicio para obtener el apoyo de Thich Tri Quang. En 1970, el periódico católico con base en Saigón Hoa Binh publicó un artículo que afirmaba que agentes de la CIA usaron un nuevo explosivo secreto para fomentar problemas para el régimen de Diệm, cuyas relaciones con Estados Unidos estaban deterioradas.